# سؤال البارومتر

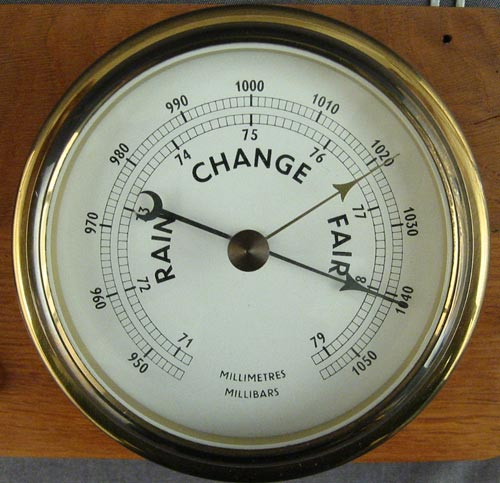

سؤال البارومتر أو بارومتر بور هو أحد ميمات الإنترنت ذات الشعبية، وأحد القصص التي تعتبر من الاساطير الحضرية.

## أصل السؤال
تروي القصة ان أحد أسئلة الامتحان جاءت كالتالي: كيف تحدد ارتفاع ناطحة سحاب باستخدام الباروميتر (جهاز قياس الضغط الجوي) وكانت الإجابة الصحيحة تتمثل بقياس الفرق بين الضغط الجوي على سطح الأرض وعلى سطح ناطحة السحاب وكانت إحدى الإجابات التي استفزت أستاذ الفيزياء ممن كانوا يدرسون نيلز بور وجعلته يقرر رسوب إجابته[بحاجة لمصدر] : أربط الباروميتر بحبل طويل وأدلي الخيط من أعلى ناطحة السحاب حتى يمس الباروميتر الأرض. ثم أقيس طول الخيط.
غضب أستاذ المادة لأن الطالب قاس ارتفاع الناطحة بأسلوب بدائي ليس له علاقة بالباروميتر أو بالفيزياء وقد تظلم الطالب مؤكدا أن إجابته صحيحة وحسب قوانين الجامعة عين خبير للبت في القضية.
أفاد تقرير الحكم بأن إجابة الطالب صحيحة لكنها لا تدل على معرفته بمادة الفيزياء. وتقرر إعطاء الطالب فرصة أخرى لإثبات معرفته العلمية، ثم طرح عليه الحكم نفس السؤال شفهياً فقال: «لدي إجابات كثيرة لقياس ارتفاع الناطحة ولا أدري أيها أختار» فقال الحكم: «هات كل ماعندك»
فأجاب «بور»: يمكن إلقاء البارومتر من أعلى ناطحة السحاب على الأرض، ويقاس الزمن الذي يستغرقه الباروميتر حتى يصل إلى الأرض، وبالتالي يمكن حساب ارتفاع الناطحة. باستخدام قانون الجاذبية الأرضية. وإذا كانت الشمس مشرقة، يمكن قياس طول ظل البارومتر وطول ظل ناطحة السحاب فنعرف ارتفاع الناطحة من قانون التناسب بين الطولين وبين الظلين وإذا أردنا حلا سريعا يريح عقولنا، فإن أفضل طريقة لقياس ارتفاع الناطحة باستخدام الباروميتر هي أن نقول لحارس الناطحة: «سأعطيك هذا الباروميتر الجديد هدية إذا قلت لي كم يبلغ ارتفاع هذه الناطحة».
أما إذا أردنا تعقيد الأمور فسنحسب ارتفاع الناطحة بواسطة الفرق بين الضغط الجوي على سطح الأرض وأعلى ناطحة السحاب باستخدام البارومتر.
وكان الحكم ينتظر الإجابة الرابعة التي تدل على فهم الطالب لمادة الفيزياء، بينما الطالب يعتقد أن الإجابة الرابعة هي أسوأ الإجابات لأنها أصعبها وأكثرها تعقيدا.